# Macéo Beard-Aigret
Macéo Beard-Aigret (né le 12 mai 2000 à Paris, France), appelé communément Macéo Beard, est un sportif international français de football américain jouant au poste de defensive back. 
Avec les Helvetic Guards dans la European League of Football (ELF), il est désigné meilleur joueur défensif de la saison 2023. Il rejoint ensuite les Mousquetaires de Paris pour la saison 2024 de la ELF.

## Carrière
Beard-Aigret commence à jouer au football américain aux postes de wide receiver et de cornerback en 2016 en équipe de jeunes des Strikers de Montereau. Cette année-là, il est désigné meilleur rookie de l’année de son équipe. Il joue ensuite pour les Kangourous de Pessac où il dispute les French Junior Bowls 2017 et 2018. Il est désigné MVP du Bowl 2018. Beard passe une partie de l'année 2018 au collège canadien de Thetford Mines. Il participe aux Championnats d'Europe junior 2019 avec l'équipe de France laquelle termine à la 3e place. Lors de cette compétition, il a parfois occupé le poste de quarterback.
Avec les Black Panthers de Thonon-les-Bains, Beard rejoint pour la première fois de sa carrière la division 1 du championnat de France de football américain. La saison est cependant annulée après trois journées à la suite de la pandémie de Covid-19. Il participe ensuite au Combine de la Ligue canadienne de football (LCF) en 2020 et à celui de la NFL en 2021.
Beard participe à la saison 2021 de la Ligue allemande de football américain avec les Royals de Potsdam. Il dispute le championnat d'Europe 2020 au cours duquel l'équipe de France termine à la 4e place.
En 2022, Beard signe avec le Thunder de Berlin de la European League of Football (ELF). Il participe à nouveau au Combine de la CFL ce qui lui permet de rejoindre les Roughriders de la Saskatchewan. Libéré avant le début de la saison, il revient au Thunder mais se casse la cheville après quatre matchs ce qui met fin à sa saison. En 2023, Beard rejoint les Helvetic Guards, nouvelle franchise suisse de l'ELF. Il est désigné MVP de son équipe en 12e semaine. En fin de championnat, il compte le plus grand nombre d'interceptions de la ligue (8) et est désigné meilleur joueur défensif de la saison.
Mmebre du International Player Pathway en 2025 (programme mis en place par la NFL pour permettre à des joueurs étrangers d'intégrer le camp d'entraînement d'une de ses équipes), il participe au camp d'entraînement des 49ers de San Francisco mais n'est finalement pas retenu.

## Statistiques
Dernière mise à jour : 8 mai 2024
| Total | Seul                   | Ast.  | Sacks | TFL | Nb. | Yards | Y/Int. | TD |    |     |      |   |
| 2022  | Berlin Thunder         | ELF   | 4     | 11  | 6   | 5     | 0      | 0  | 2  | 29  | 14,5 | 0 |
| 2023  | Helvetic Guards        | ELF   | 12    | 40  | 30  | 10    | 0      | 3  | 8  | 239 | 29,9 | 2 |
| 2024  | Mousquetaires de Paris | ELF   | 12    | 30  | 22  | 8     | 0      | 0  | 2  | 42  | 21,0 | 0 |
| Total | Total                  | Total | 30    | 81  | 58  | 23    | 0      | 3  | 12 | 310 | 25,8 | 2 |